# 王登庸
王登庸（？—1622年），號永商，四川瀘州人。明朝政治人物。

## 生平
萬曆三十四年（1606年）丙午科四川鄉試三十一名舉人，萬曆四十七年（1619年）登己未科進士。刑部觀政，天啓元年（1621年）授刑部雲南司主事，調工部屯田司主事。二年（1622年）卒。。

## 家族
曾祖王大洋。祖王泮，壽官。父王汝貫，教諭。